# Садовніков Олександр Сергійович
Олександр Садовніков (21 вересня 1996) — російський плавець.
Олімпійський юнацький чемпіон 2014 року, учасник Ігор 2016 року.
Призер Чемпіонату Європи з водних видів спорту 2018 року.
Чемпіон Європи з плавання на короткій воді 2017 року.
Переможець літньої Універсіади 2017 року, призер 2015 року.